# Ne'ot ha-Kikar
Ne'ot ha-Kikar (hebrejsky נְאוֹת הַכִּכָּר, doslova „Pastviny pláně“, v oficiálním přepisu do angličtiny Ne'ot HaKikkar, přepisováno též Ne'ot HaKikar) je vesnice typu mošav v Izraeli, v Jižním distriktu, v Oblastní radě Tamar.

## Geografie
Leží v nadmořské výšce 351 metrů pod úrovní moře na jižním břehu Mrtvého moře na severním konci vádí al-Araba. Západně od obce se prudce zvedá aridní oblast pouště Negev.
Obec se nachází 110 kilometrů od břehu Středozemního moře, cca 137 kilometrů jihovýchodně od centra Tel Avivu, cca 94 kilometrů jihojihovýchodně od historického jádra Jeruzalému a 65 kilometrů jihovýchodně od města Beerševa. Ne'ot ha-Kikar obývají Židé, přičemž osídlení v tomto regionu je etnicky převážně židovské. Obec je jen 1 kilometr vzdálena od mezinárodní hranice mezi Izraelem a Jordánskem.
Ne'ot ha-Kikar je na dopravní síť napojen pomocí lokální silnice 2499, která severozápadně od mošavu ústí do dálnice číslo 90.

## Dějiny
Ne'ot ha-Kikar byl založen v roce 1961. Podle jiného zdroje došlo ke vzniku osady už roku 1959. Původně šlo o experimentální zemědělskou farmu zaměřenou na výzkum agrárního hospodaření v extrémním pouštním prostředí. Od roku 1973 jde o družstevní vesnici typu mošav. Další zdroj uvádí jako rok osídlení vesnice 1970. 30. prosince 1970 zde došlo k tragédii, kdy se po dlouhotrvajících deštích sesunul skalní masiv na zdejší společnou jídelnu a zabil 19 vojáků i civilistů.
Mošav je pojmenován podle biblického citátu z Knihy Genesis 19,17 s popisem zkázy města Sodoma, jež stávalo nedaleko odtud: „Když je Hospodin vyváděl ven, řekl: „Uteč, jde ti o život. Neohlížej se zpět a v celém tomto okrsku se nezastavuj. Uteč na horu, abys nezahynul“
Místní ekonomika je založena na zemědělství (polní plodiny, sadovnictví, pěstování zeleniny na zimní izraelský trh).

## Demografie
Obyvatelstvo mošavu je sekulární. Podle údajů z roku 2014 tvořili naprostou většinu obyvatel v Ne'ot ha-Kikar Židé (včetně statistické kategorie "ostatní", která zahrnuje nearabské obyvatele židovského původu ale bez formální příslušnosti k židovskému náboženství).
Jde o menší obec vesnického typu s dlouhodobě stagnující populací. K 31. prosinci 201č zde žilo 415 lidí. Během roku 2014 populace stoupla o 3,2 %.
| Rok            | 1983 | 1995 | 2001 | 2003 | 2004 | 2005 | 2006 | 2007 | 2008 | 2009 | 2010 | 2011 | 2012 | 2013 | 2014 |
| -------------- | ---- | ---- | ---- | ---- | ---- | ---- | ---- | ---- | ---- | ---- | ---- | ---- | ---- | ---- | ---- |
| Počet obyvatel | 255  | 291  | 225  | 241  | 226  | 231  | 239  | 231  | 228  | 405  | 413  | 399  | 403  | 402  | 415  |